# 1. ŽNL Osječko-baranjska 2010./11.
Prvenstvo je osvojio NK Torpedo Kuševac i izborio plasman u 4. HNL – Istok. Iz lige su u 2. ŽNL Osječko-baranjsku ispali: NK Slavonija Ivanovac i ŠNK Baranja-Belje Beli Manastir.

## Tablica
| Mj. | Klub                            | Sus.  | Pobj. | Nerj. | Por. | GR.   | Bod. |
| --- | ------------------------------- | ----- | ----- | ----- | ---- | ----- | ---- |
| 1.  | NK Torpedo Kuševac              | 29    | 20    | 4     | 5    | 69:31 | 64   |
| 2.  | NK Zrinski Jurjevac Punitovački | 29    | 18    | 5     | 6    | 64:29 | 59   |
| 3.  | NK Kešinci                      | 29    | 14    | 9     | 6    | 54:29 | 51   |
| 4.  | NK Borac Kneževi Vinogradi      | 29    | 14    | 7     | 8    | 48:38 | 49   |
| 5.  | HNK Radnički Mece               | 29    | 14    | 3     | 12   | 63:51 | 45   |
| 6.  | NK BSK Termia Bizovac           | 29    | 13    | 6     | 10   | 52:46 | 45   |
| 7.  | NK Darda                        | 29    | 12    | 8     | 9    | 43:34 | 44   |
| 8.  | NK Vihor Jelisavac              | 29    | 13    | 5     | 11   | 48:50 | 44   |
| 9.  | NK Mladost Đakovačka Satnica    | 29    | 13    | 4     | 12   | 43:42 | 43   |
| 10. | NK Viljevo                      | 29    | 10    | 7     | 12   | 49:36 | 37   |
| 11. | NK Lila                         | 29    | 10    | 6     | 13   | 44:50 | 36   |
| 12. | NK Slavonac Tenja               | 29    | 10    | 4     | 15   | 43:55 | 34   |
| 13. | NK Mladost Črnkovci             | 29    | 9     | 5     | 15   | 27:39 | 32   |
| 14. | HNK Bilje                       | 29    | 8     | 4     | 17   | 40:58 | 28   |
| 15. | NK Slavonija Ivanovac           | 29    | 4     | 6     | 19   | 31:78 | 18   |
| 16. | ŠNK Baranja-Belje Beli Manastir | 15 ↓1 | 1     | 1     | 13   | 8:60  | 4    |

## Rezultati
| NK Torpedo Kuševac – NK Vihor Jelisavac 4:2 NK Kešinci – NK Slavonija Ivanovac 7:1 HNK Bilje – NK Darda 2:3 NK Mladost Črnkovci – NK Zrinski Jurjevac Punitovački 1:2 NK Viljevo – NK Borac Kneževi Vinogradi 4:2 HNK Radnički Mece – NK Mladost Đakovačka Satnica 5:1 NK Lila – NK Slavonac Tenja 2:4 NK BSK Termia Bizovac – ŠNK Baranja-Belje Beli Manastir 6:1 | NK BSK Termia Bizovac – NK Lila 6:1 NK Slavonac Tenja – HNK Radnički Mece 3:0 NK Mladost Đakovačka Satnica – NK Viljevo 2:1 NK Borac Kneževi Vinogradi – NK Mladost Črnkovci 0:0 NK Zrinski Jurjevac Punitovački – HNK Bilje 6:2 NK Darda – NK Kešinci 1:1 NK Slavonija Ivanovac – NK Torpedo Kuševac 1:2 ŠNK Baranja-Belje Beli Manastir – NK Vihor Jelisavac 2:3 | HNK Radnički Mece – NK BSK Termia Bizovac 1:2 NK Viljevo – NK Slavonac Tenja 2:3 NK Mladost Črnkovci – NK Mladost Đakovačka Satnica 0:2 HNK Bilje – NK Borac Kneževi Vinogradi 2:2 NK Kešinci – NK Zrinski Jurjevac Punitovački 1:0 NK Torpedo Kuševac – NK Darda 1:1 NK Vihor Jelisavac – NK Slavonija Ivanovac 3:0 NK Lila – ŠNK Baranja-Belje Beli Manastir 9:0 |
| NK BSK Termia Bizovac – NK Viljevo 3:0 NK Lila – HNK Radnički Mece 1:1 NK Slavonac Tenja – NK Mladost Črnkovci 3:1 NK Mladost Đakovačka Satnica – HNK Bilje 2:0 NK Borac Kneževi Vinogradi – NK Kešinci 2:0 NK Zrinski Jurjevac Punitovački – NK Torpedo Kuševac 4:3 NK Darda – NK Vihor Jelisavac 4:3 ŠNK Baranja-Belje Beli Manastir – NK Slavonija Ivanovac 1:1 | NK Mladost Črnkovci – NK BSK Termia Bizovac 4:1 NK Viljevo – NK Lila 0:1 HNK Bilje – NK Slavonac Tenja 3:1 NK Kešinci – NK Mladost Đakovačka Satnica 3:0 NK Torpedo Kuševac – NK Borac Kneževi Vinogradi 3:2 NK Vihor Jelisavac – NK Zrinski Jurjevac Punitovački 1:1 NK Slavonija Ivanovac – NK Darda 0:4 HNK Radnički Mece – ŠNK Baranja-Belje Beli Manastir 4:1 | NK BSK Termia Bizovac – HNK Bilje 2:0 NK Lila – NK Mladost Črnkovci 1:0 HNK Radnički Mece – NK Viljevo 3:2 NK Slavonac Tenja – NK Kešinci 1:3 NK Mladost Đakovačka Satnica – NK Torpedo Kuševac 0:2 NK Borac Kneževi Vinogradi – NK Vihor Jelisavac 4:1 NK Zrinski Jurjevac Punitovački – NK Slavonija Ivanovac 6:1 ŠNK Baranja-Belje Beli Manastir – NK Darda 0:1 |
| NK Kešinci – NK BSK Termia Bizovac 4:1 HNK Bilje – NK Lila 4:1 NK Mladost Črnkovci – HNK Radnički Mece 1:0 NK Torpedo Kuševac – NK Slavonac Tenja 4:1 NK Vihor Jelisavac – NK Mladost Đakovačka Satnica 1:0 NK Slavonija Ivanovac – NK Borac Kneževi Vinogradi 2:3 NK Darda – NK Zrinski Jurjevac Punitovački 0:4 NK Viljevo – ŠNK Baranja-Belje Beli Manastir 3:0 | NK BSK Termia Bizovac – NK Torpedo Kuševac 0:0 NK Lila – NK Kešinci 1:1 HNK Radnički Mece – HNK Bilje 4:2 NK Viljevo – NK Mladost Črnkovci 2:0 NK Slavonac Tenja – NK Vihor Jelisavac 3:1 NK Mladost Đakovačka Satnica – NK Slavonija Ivanovac 3:0 NK Borac Kneževi Vinogradi – NK Darda 0:1 ŠNK Baranja-Belje Beli Manastir – NK Zrinski Jurjevac Punitovački 0:2 | NK Vihor Jelisavac – NK BSK Termia Bizovac 4:1 NK Torpedo Kuševac – NK Lila 3:1 NK Kešinci – HNK Radnički Mece 4:1 HNK Bilje – NK Viljevo 0:1 NK Slavonija Ivanovac – NK Slavonac Tenja 3:2 NK Darda – NK Mladost Đakovačka Satnica 1:1 NK Zrinski Jurjevac Punitovački – NK Borac Kneževi Vinogradi 5:0 NK Mladost Črnkovci – ŠNK Baranja-Belje Beli Manastir 4:0 |
| NK BSK Termia Bizovac – NK Slavonija Ivanovac 0:0 NK Lila – NK Vihor Jelisavac 3:0 HNK Radnički Mece – NK Torpedo Kuševac 2:3 NK Viljevo – NK Kešinci 1:1 NK Mladost Črnkovci – HNK Bilje 1:0 NK Slavonac Tenja – NK Darda 1:0 NK Mladost Đakovačka Satnica – NK Zrinski Jurjevac Punitovački 2:0 ŠNK Baranja-Belje Beli Manastir – NK Borac Kneževi Vinogradi 0:3 | NK Darda – NK BSK Termia Bizovac 1:1 NK Slavonija Ivanovac – NK Lila 1:2 NK Vihor Jelisavac – HNK Radnički Mece 1:2 NK Torpedo Kuševac – NK Viljevo 3:1 NK Kešinci – NK Mladost Črnkovci 1:0 NK Zrinski Jurjevac Punitovački – NK Slavonac Tenja 3:2 NK Borac Kneževi Vinogradi – NK Mladost Đakovačka Satnica 1:0 HNK Bilje – ŠNK Baranja-Belje Beli Manastir 1:2 | NK BSK Termia Bizovac – NK Zrinski Jurjevac Punitovački 2:1 NK Lila – NK Darda 0:2 HNK Radnički Mece – NK Slavonija Ivanovac 4:0 NK Viljevo – NK Vihor Jelisavac 0:0 NK Mladost Črnkovci – NK Torpedo Kuševac 0:2 HNK Bilje – NK Kešinci 1:3 NK Slavonac Tenja – NK Borac Kneževi Vinogradi 1:1 ŠNK Baranja-Belje Beli Manastir – NK Mladost Đakovačka Satnica 0:3 |
| NK Borac Kneževi Vinogradi – NK BSK Termia Bizovac 1:0 NK Zrinski Jurjevac Punitovački – NK Lila 1:0 NK Darda – HNK Radnički Mece 2:1 NK Slavonija Ivanovac – NK Viljevo 1:1 NK Vihor Jelisavac – NK Mladost Črnkovci 1:0 NK Torpedo Kuševac – HNK Bilje 1:2 NK Mladost Đakovačka Satnica – NK Slavonac Tenja 0:2 NK Kešinci – ŠNK Baranja-Belje Beli Manastir 8:1 | NK BSK Termia Bizovac – NK Mladost Đakovačka Satnica 1:1 NK Lila – NK Borac Kneževi Vinogradi 2:2 HNK Radnički Mece – NK Zrinski Jurjevac Punitovački 1:3 NK Viljevo – NK Darda 2:2 NK Mladost Črnkovci – NK Slavonija Ivanovac 5:0 HNK Bilje – NK Vihor Jelisavac 3:0 NK Kešinci – NK Torpedo Kuševac 1:0 ŠNK Baranja-Belje Beli Manastir – NK Slavonac Tenja 0:3 | NK Slavonac Tenja – NK BSK Termia Bizovac 1:2 NK Mladost Đakovačka Satnica – NK Lila 2:1 NK Borac Kneževi Vinogradi – HNK Radnički Mece 0:0 NK Zrinski Jurjevac Punitovački – NK Viljevo 3:2 NK Darda – NK Mladost Črnkovci 1:1 NK Slavonija Ivanovac – HNK Bilje 2:3 NK Vihor Jelisavac – NK Kešinci 2:1 NK Torpedo Kuševac – ŠNK Baranja-Belje Beli Manastir 9:0 |
| NK Vihor Jelisavac – NK Torpedo Kuševac 1:1 NK Slavonija Ivanovac – NK Kešinci 0:0 NK Darda – HNK Bilje 1:2 NK Zrinski Jurjevac Punitovački – NK Mladost Črnkovci 0:0 NK Borac Kneževi Vinogradi – NK Viljevo 2:0 NK Mladost Đakovačka Satnica – HNK Radnički Mece 1:2 NK Slavonac Tenja – NK Lila 0:1 ŠNK Baranja-Belje Beli Manastir – NK BSK Termia Bizovac :   | NK Lila – NK BSK Termia Bizovac 3:2 HNK Radnički Mece – NK Slavonac Tenja 2:2 NK Viljevo – NK Mladost Đakovačka Satnica 6:0 NK Mladost Črnkovci – NK Borac Kneževi Vinogradi 1:1 HNK Bilje – NK Zrinski Jurjevac Punitovački 0:1 NK Kešinci – NK Darda 1:0 NK Torpedo Kuševac – NK Slavonija Ivanovac 3:0 NK Vihor Jelisavac – ŠNK Baranja-Belje Beli Manastir :   | NK BSK Termia Bizovac – HNK Radnički Mece 1:0 NK Slavonac Tenja – NK Viljevo 1:0 NK Mladost Đakovačka Satnica – NK Mladost Črnkovci 4:0 NK Borac Kneževi Vinogradi – HNK Bilje 3:0 NK Zrinski Jurjevac Punitovački – NK Kešinci 2:2 NK Darda – NK Torpedo Kuševac 0:1 NK Slavonija Ivanovac – NK Vihor Jelisavac 1:4 ŠNK Baranja-Belje Beli Manastir – NK Lila :   |
| NK Viljevo – NK BSK Termia Bizovac 3:0 HNK Radnički Mece – NK Lila 4:2 NK Mladost Črnkovci – NK Slavonac Tenja 2:0 HNK Bilje – NK Mladost Đakovačka Satnica 0:2 NK Kešinci – NK Borac Kneževi Vinogradi 2:2 NK Torpedo Kuševac – NK Zrinski Jurjevac Punitovački 2:1 NK Vihor Jelisavac – NK Darda 0:1 NK Slavonija Ivanovac – ŠNK Baranja-Belje Beli Manastir :   | NK BSK Termia Bizovac – NK Mladost Črnkovci 3:0 NK Lila – NK Viljevo 2:1 NK Slavonac Tenja – HNK Bilje 0:0 NK Mladost Đakovačka Satnica – NK Kešinci 1:1 NK Borac Kneževi Vinogradi – NK Torpedo Kuševac 3:0 NK Zrinski Jurjevac Punitovački – NK Vihor Jelisavac 3:0 NK Darda – NK Slavonija Ivanovac 3:1 ŠNK Baranja-Belje Beli Manastir – HNK Radnički Mece :   | HNK Bilje – NK BSK Termia Bizovac 2:2 NK Mladost Črnkovci – NK Lila 1:0 NK Viljevo – HNK Radnički Mece 3:0 NK Kešinci – NK Slavonac Tenja 3:0 NK Torpedo Kuševac – NK Mladost Đakovačka Satnica 2:1 NK Vihor Jelisavac – NK Borac Kneževi Vinogradi 4:1 NK Slavonija Ivanovac – NK Zrinski Jurjevac Punitovački 4:1 NK Darda – ŠNK Baranja-Belje Beli Manastir :   |
| NK BSK Termia Bizovac – NK Kešinci 2:0 NK Lila – HNK Bilje 3:1 HNK Radnički Mece – NK Mladost Črnkovci 4:1 NK Slavonac Tenja – NK Torpedo Kuševac 1:3 NK Mladost Đakovačka Satnica – NK Vihor Jelisavac 2:0 NK Borac Kneževi Vinogradi – NK Slavonija Ivanovac 3:1 NK Zrinski Jurjevac Punitovački – NK Darda 1:1 ŠNK Baranja-Belje Beli Manastir – NK Viljevo :   | NK Torpedo Kuševac – NK BSK Termia Bizovac 3:1 NK Kešinci – NK Lila 2:0 HNK Bilje – HNK Radnički Mece 2:3 NK Mladost Črnkovci – NK Viljevo 1:0 NK Vihor Jelisavac – NK Slavonac Tenja 2:0 NK Slavonija Ivanovac – NK Mladost Đakovačka Satnica 3:1 NK Darda – NK Borac Kneževi Vinogradi 2:1 NK Zrinski Jurjevac Punitovački – ŠNK Baranja-Belje Beli Manastir :   | NK BSK Termia Bizovac – NK Vihor Jelisavac 0:0 NK Lila – NK Torpedo Kuševac 0:0 HNK Radnički Mece – NK Kešinci 2:0 NK Viljevo – HNK Bilje 4:0 NK Slavonac Tenja – NK Slavonija Ivanovac 3:0 NK Mladost Đakovačka Satnica – NK Darda 2:1 NK Borac Kneževi Vinogradi – NK Zrinski Jurjevac Punitovački 0:3 ŠNK Baranja-Belje Beli Manastir – NK Mladost Črnkovci :   |
| NK Slavonija Ivanovac – NK BSK Termia Bizovac 1:2 NK Vihor Jelisavac – NK Lila 4:3 NK Torpedo Kuševac – HNK Radnički Mece 5:3 NK Kešinci – NK Viljevo 1:1 HNK Bilje – NK Mladost Črnkovci 4:1 NK Darda – NK Slavonac Tenja 4:0 NK Zrinski Jurjevac Punitovački – NK Mladost Đakovačka Satnica 4:1 NK Borac Kneževi Vinogradi – ŠNK Baranja-Belje Beli Manastir :   | NK BSK Termia Bizovac – NK Darda 2:0 NK Lila – NK Slavonija Ivanovac 1:1 HNK Radnički Mece – NK Vihor Jelisavac 8:3 NK Viljevo – NK Torpedo Kuševac 0:1 NK Mladost Črnkovci – NK Kešinci 0:0 NK Slavonac Tenja – NK Zrinski Jurjevac Punitovački 0:3 NK Mladost Đakovačka Satnica – NK Borac Kneževi Vinogradi 2:0 ŠNK Baranja-Belje Beli Manastir – HNK Bilje :   | NK Zrinski Jurjevac Punitovački – NK BSK Termia Bizovac 3:0 NK Darda – NK Lila 4:0 NK Slavonija Ivanovac – HNK Radnički Mece 2:4 NK Vihor Jelisavac – NK Viljevo 0:0 NK Torpedo Kuševac – NK Mladost Črnkovci 4:0 NK Kešinci – HNK Bilje 2:1 NK Borac Kneževi Vinogradi – NK Slavonac Tenja 3:0 NK Mladost Đakovačka Satnica – ŠNK Baranja-Belje Beli Manastir :   |
| NK BSK Termia Bizovac – NK Borac Kneževi Vinogradi 0:1 NK Lila – NK Zrinski Jurjevac Punitovački 0:0 HNK Radnički Mece – NK Darda 2:0 NK Viljevo – NK Slavonija Ivanovac 6:2 NK Mladost Črnkovci – NK Vihor Jelisavac 1:2 HNK Bilje – NK Torpedo Kuševac 2:1 NK Slavonac Tenja – NK Mladost Đakovačka Satnica 1:1 ŠNK Baranja-Belje Beli Manastir – NK Kešinci :   | NK Mladost Đakovačka Satnica – NK BSK Termia Bizovac 6:3 NK Borac Kneževi Vinogradi – NK Lila 3:2 NK Zrinski Jurjevac Punitovački – HNK Radnički Mece 1:0 NK Darda – NK Viljevo 2:2 NK Slavonija Ivanovac – NK Mladost Črnkovci 1:0 NK Vihor Jelisavac – HNK Bilje 3:0 NK Torpedo Kuševac – NK Kešinci 3:0 NK Slavonac Tenja – ŠNK Baranja-Belje Beli Manastir :   | NK BSK Termia Bizovac – NK Slavonac Tenja 6:4 NK Lila – NK Mladost Đakovačka Satnica 1:0 HNK Radnički Mece – NK Borac Kneževi Vinogradi 0:2 NK Viljevo – NK Zrinski Jurjevac Punitovački 1:0 NK Mladost Črnkovci – NK Darda 1:0 HNK Bilje – NK Slavonija Ivanovac 1:1 NK Kešinci – NK Vihor Jelisavac 1:2 ŠNK Baranja-Belje Beli Manastir – NK Torpedo Kuševac :   |